# Lijst van hoogste gebouwen van Afrika
Op deze lijst zijn de 20 hoogste gebouwen van het werelddeel Afrika weergegeven. De antenne is in dit geval meegerekend, en torens etc. niet. De Piramide van Cheops in het noorden van Afrika, gebouwd in het oude Egypte, is eeuwenlang het hoogste gebouw in de wereld geweest.
| Plaats | Gebouw                              | Stad         | Hoogte | Verdiepingen | Jaargang |
| ------ | ----------------------------------- | ------------ | ------ | ------------ | -------- |
| 1      | Carlton Centre Office Tower         | Johannesburg | 223 m  | 50           | 1973     |
| 2      | Hassan II Mosque, Minaret           | Casablanca   | 210 m  | 60           | 1993     |
| 3      | Ponte City Apartments               | Johannesburg | 173 m  | 54           | 1975     |
| 4      | Marble Towers                       | Johannesburg | 152 m  | 32           | 1973     |
| 5      | South African Reserve Bank Building | Pretoria     | 150 m  | 38           | 1988     |
| 6      | Metlife Centre                      | Kaapstad     | 150 m  | 28           | 1993     |
| 7      | 88 on Field                         | Durban       | 147 m  | 26           | 1985     |
| 8      | Ministry of Foreign Affairs         | Caïro        | 143 m  | 39           | 1994     |
| 9      | El Gezira Tower Movenpick Hotel     | Caïro        | 142 m  | 43           | 1996     |
| 10     | Grand Hyatt Cairo                   | Caïro        | 142 m  | 41           | 2002     |
| 11     | Nile City South Tower               | Caïro        | 142 m  | 34           | 2003     |
| 12     | Nile City North Tower               | Caïro        | 142 m  | 34           | 2002     |
| 13     | ABC Building                        | Zvishavane   | 141 m  | 33           | 1976     |
| 14     | Kwa Dukuza Egoli Hotel Tower 1      | Johannesburg | 140 m  | 40           | 1985     |
| 15     | Michelangelo Towers                 | Sandton      | 140 m  | 34           | 2005     |
| 16     | Trust Bank Building                 | Johannesburg | 140 m  | 31           | 1970     |
| 17     | El Maadi Residential Tower 13       | Caïro        | 140 m  | 42           | 1987     |
| 18     | El Maadi Residential Tower 14       | Caïro        | 140 m  | 42           | 1987     |
| 19     | El Maadi Residential Tower 15       | Caïro        | 140 m  | 42           | 1987     |
| 20     | El Maadi Residential Tower 16       | Caïro        | 140 m  | 42           | 1987     |
| 21     | New Central Bank Tower              | Nairobi      | 140 m  | 38           | 1997     |

## Lijsten
- Lijsten van hoge gebouwen